# Palloptera ustulata
Palloptera ustulata är en tvåvingeart som beskrevs av Fallen 1820. Palloptera ustulata ingår i släktet Palloptera och familjen prickflugor. Arten är reproducerande i Sverige. Inga underarter finns listade i Catalogue of Life.